# بال تپه سی
بال تپه سی مربوط به دوره اشکانیان است و در شهرستان دورود، بخش مرکزی، دهستان ژان، ۷۰۰ متری شمال دریژان علیا واقع شده و این اثر در تاریخ ۲۸ شهریور ۱۳۸۶ با شمارهٔ ثبت ۱۹۵۳۵ به‌عنوان یکی از آثار ملی ایران به ثبت رسیده است.